# Евлантьевское сельское поселение
Евлантьевское се́льское поселе́ние — муниципальное образование в Седельниковском районе Омской области Российской Федерации.
Административный центр — село Евлантьевка.

## История
Статус и границы сельского поселения установлены Законом Омской области от 30 июля 2004 года № 548-ОЗ «О границах и статусе муниципальных образований Омской области».

## Население
| 2010 | 2011 | 2012 | 2013 | 2014 | 2015 | 2016 |
| ---- | ---- | ---- | ---- | ---- | ---- | ---- |
| 593  | ↘592 | ↘565 | ↘535 | ↘525 | →525 | ↘513 |
| 2017 | 2018 | 2019 | 2020 | 2021 | 2023 |      |
| ↘500 | ↘482 | ↗483 | ↘470 | ↘388 | ↘365 |      |

## Состав сельского поселения
| № | Населённый пункт | Тип населённого пункта       | Население |
| - | ---------------- | ---------------------------- | --------- |
| 1 | Богдановка       | деревня                      | ↘164      |
| 2 | Евлантьевка      | село, административный центр | ↗256      |
| 3 | Тамбовка         | деревня                      | ↘173      |